# 김성재 (축구인)
김성재(金聖宰, 1976년 9월 17일 ~ ) 대한민국의 전직 축구 선수로, 포지션은 수비형 미드필더, 오른쪽 풀백, 센터백였으며 현재 포항 스틸러스의 수석 코치이다.

## 클럽 경력
한양대학교를 졸업하였으며 1999년 안양 LG 치타스 (현 FC 서울)에 입단을 했다. 4월 14일 열린 울산 현대 호랑이와의 대한화재컵에서 프로 데뷔전을 치렀다. 7월 4일 부산 대우 로얄즈와의 K리그 경기에서 프로 데뷔골을 기록했다. FC 서울에서 2005년까지 활약했다.
2006 시즌을 앞두고 경남 FC에 입단했다.
2007년, 전남 드래곤즈로 이적했다.

## 지도자 경력
2009년 선수로서 은퇴이후 2010년 1월 친청팀인 FC 서울의 2군 코치로 임명되었다. 2011년 FC 서울의 황보관 감독의 사퇴로 최용수 수석 코치가 감독 대행으로 임명되면서 같이 1군 코치로 보직이 변경되었다.
2015년 FC 서울의 수석 코치가 되었다.
2016년 6월 최용수 감독이 장쑤 쑤닝으로 팀을 옮기자 같이 팀을 옮겼다.
그 해 충칭 당다이 리판 유스팀 감독으로 부임하였다가 2017년 5월 다시 장쑤 쑤닝 코치로 부임하였다.
2018년 5월 4일 FC 서울의 수석 코치로 다시 부임하였다.
2021년 11월 18일 강원 FC 수석 코치로 부임하였다.

## 수상 내역

### 선수
안양 LG 치타스
- K리그 우승 1회 : 2000
- K리그 준우승 1회 : 2001